# 圆窗
圆窗（英文：Round window），是中耳至内耳的两个开口之一（另一个为卵圆窗）。圆窗由二级鼓膜（圆窗膜）封闭，后者的振动相位与通过卵圆窗进入内耳的振动相位相反。圆窗保持中耳鼓室和内耳之间信号交流，使得耳蜗内的外淋巴可以流动，以确保耳蜗基底膜（basilar membrane）上的毛细胞可感受刺激、产生听觉信号。

## 结构
圆窗位于卵圆窗下方（偏后），之间有鼓岬隔开。一般状态下，圆窗由二级鼓膜（secondary tympanic membrane）封闭，此处的膜结构有三层。
圆窗與卵圆窗的大小大致相同，约2.5平方毫米。

## 功能
圆窗振动相位与通过卵圆窗进入内耳的振动相位相反，这是因为当听小骨中的镫骨将振动（声音信号）传递至卵圆窗时，耳蜗内的液体由于受压迫而移位。此时，镫骨移动入卵圆窗，而圆窗表面膜即向外凸出，使得耳蜗内的外淋巴可以流动，耳蜗内的毛细胞则可以感受刺激进而产生声音信号。假如圆窗因天生畸形等原因不存在或无法移动，则镫骨的运动无法压缩耳蜗内的液体，会导致对60分贝及以下声音的传导性听力损失。